# Stinus Lindgreen
Stinus Lindgreen, né le 9 août 1980 à Lyngby-Taarbæk (Danemark), est un homme politique danois, membre du Radikale Venstre.

## Biographie
Stinus Lindgreen suit des études à l'université de Copenhague où il obtient une licence en informatique en 2003, puis une maîtrise en bioinformatique en 2006. Il obtient un doctorat en 2010. Après ses études, il travaille comme chercheur postdoctoral à l'université de Copenhague et à l'université de Canterbury en Nouvelle-Zélande.
Engagé au sein de Radikale Venstre, il est élu conseiller régional de Hovedstaden lors des élections régionales de novembre 2017. Il est réélu en 2021.
Il est élu député au Folketing lors des élections législatives de 2019 dans la circonscription de la banlieue de Copenhague.
Le 7 octobre 2020, après que Morten Østergaard ait démissionné de son poste de leader de Radikale Venstre, il soutient la candidature victorieuse de Sofie Carsten Nielsen lors du vote du groupe parlementaire pour élire son successeur. En mars 2021, il devient président de la nouvelle commission parlementaire sur les épidémies, créée à l'occasion de la pandémie de Covid-19.
Il est candidat à un deuxième mandat lors des élections législatives anticipées de novembre 2022 mais, alors que son parti perd plus de la moitié de ses sièges, il échoue à être réélu et devient le premier suppléant de son parti dans sa circonscription. Il redevient député le 1er mai 2023, après que Sofie Carsten Nielsen, élue de sa circonscription et ancienne chef de Radikale Venstre, ait décidé de démissionner de son poste et de quitter la vie politique.